# Curt Bräuer
Curt Bräuer, född 24 februari 1889 i Breslau, Schlesien, Tyskland död 8 september 1969 i Wiesbaden, var en tysk diplomat. Han blev medlem av Nationalsocialistiska tyska arbetarepartiet 1 augusti 1935.
Under Operation Weserübung (invasionen av Danmark och Norge)  den 9 april 1940 var han Tysklands ambassadör i Oslo. Det var han som lämnade ett ultimatum till den norska regeringen den 10 april 1940. Bräuer visste dock om invasionen redan den 8 april. Han var övertygad om att den norska regeringen skulle ge efter för den tyska krigsmaktens överlägsenhet. Bräuer tvivlade på om Norge skulle möta Hitlers krav på Vidkun Quisling som norsk premiärminister. Därför var han öppen för den norska initiativet om ett administrativt råd för de ockuperade områdena, sammansatt av norska teknokrater. Den 16 april ersattes Quisling emellertid av Josef Terboven, som Hitler trodde hade en starkare personlighet.
Bräuer togs ur den diplomatiska tjänsten redan den 4 maj 1940 och skickades i november 1944 till östfronten som överstelöjtnant. Där togs han till fånga av ryssarna. Han tillbringade åtta år i krigsfångenskap i Sovjetunionen innan han släpptes och kunde återvända.